# Orthonyx novaeguineae
Corre-troncos-da-papua ou corre-cepos-papua (Orthonyx novaeguineae) é uma espécie de ave da família Orthonychidae.
Pode ser encontrada nos seguintes países: Indonésia e Papua-Nova Guiné.
Os seus habitats naturais são: regiões subtropicais ou tropicais húmidas de alta altitude.